# Дворец провинции Крайна
Дворец провинции Крайна (словен. Kranjski deželni dvorec), также Провинциальный дворец в Любляне (словен. Deželni dvorec v Ljubljani) — представительское здание в Центральном округе Любляны, столицы Словении, изначально построенное для парламента коронной земли Крайна, одной из провинций Австро-Венгрии.
C 1919 года во дворце располагается ректорат Люблянского университета.

## История
На месте современного дворца провинции Крайна в северо-западном углу Новой площади (ныне площадь Конгресса) уже в конце XV века стоял дворец Фиштамия. До 1747 года он служил резиденцией губернатора, а также местом проживания монарха в случае его визита в город. С 1793 года здесь размещалось правительство провинции, а впоследствии — провинциальный парламент. Это здание было скромнее и меньше, чем нынешнее. В 1821 году здесь проходил Лайбахский конгресс.
Землетрясение 14 апреля 1895 года разрушило множество строений в Любляне и ещё большее число значительно повредило и сделало непригодными для использования. Государственные службы переехали из старого дворца во временные помещения. В июле 1895 года парламент собрался на экстренное заседание и издал постановление об изыскании средств для нового строительства, тем более что разрушение старых зданий открыло большие перспективы для модернизации города. Тогдашний мэр Любляны Иван Хрибар выступил инициатором и организатором возведения множества важных городских построек.
В 1896 году заказ на проект нового дворца получил архитектор Раймунд Йеблингер. Его план, однако, был отвергнут парламентом как неподходящий для общественного строения и объявлен конкурс на новый проект с определенными ограничениями по размерам и бюджету. Конкурс выиграл архитектор Йозеф Мария Ольбрих, но его план превысил бюджет. Следующий проект подготовил проживавший на тот момент в Любляне архитектор Ян Владимир Храски, но и этот план был подвергнут критике как выходящий за рамки размеров, бюджета и других требований. Внести изменения было поручено архитектору Йозефу Худецу. Лишь вторая версия переработанного проекта Храски была одобрена. Корректировки Худеца не были значительными и в основном заключались в изменении внешнего облика здания, снижения числа украшений ради удешевления строительства.
Работы по подготовке участка к возведению начались 7 июля 1899 года, а первое заседание парламента в новом дворце прошло 22 сентября 1903 года.
В 1919 году, после Первой мировой войны и образования Королевства Сербов, Хорватов и Словенцев, дворец был передан основанному в том же году университету Любляны.

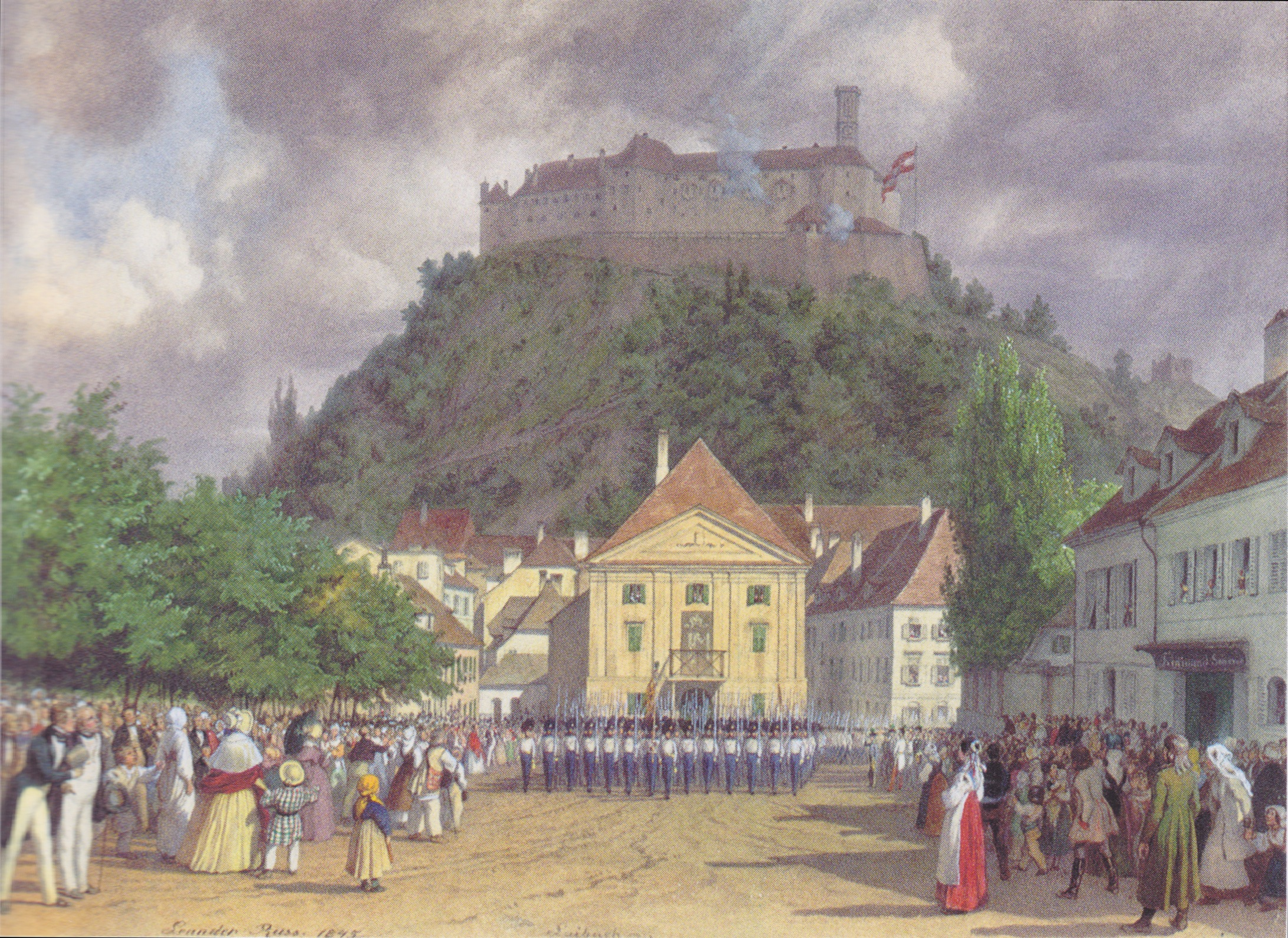
Парад в честь императоров — Лайбахский конгресс, 1821 год (справа предположительно фасад дворца Фиштамия)
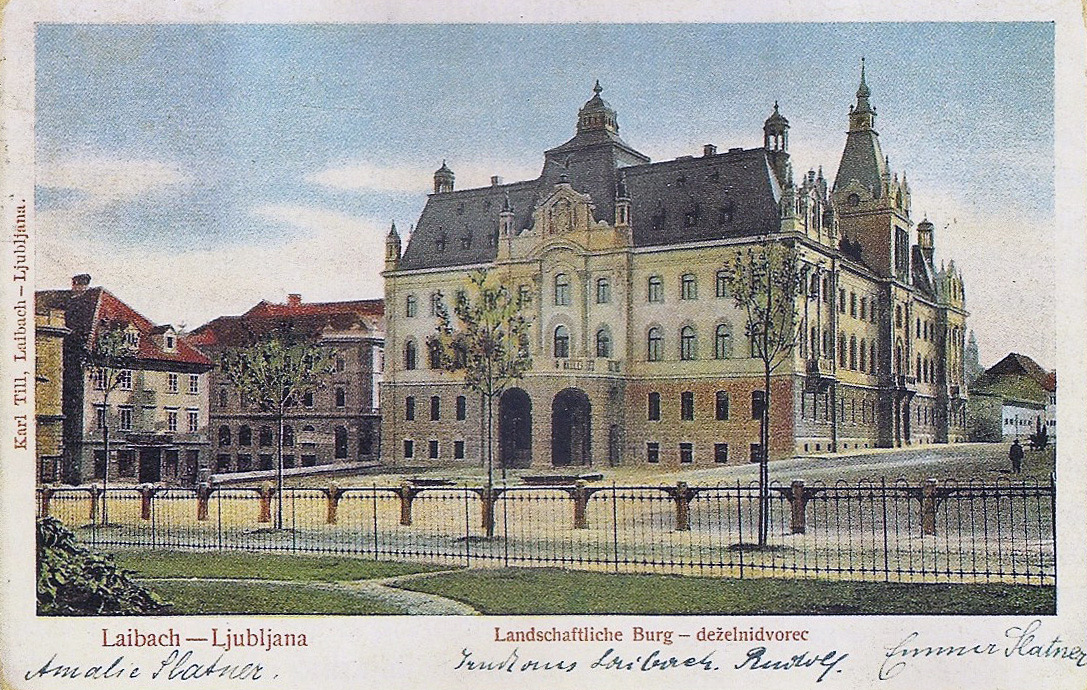
Открытка начала XX века
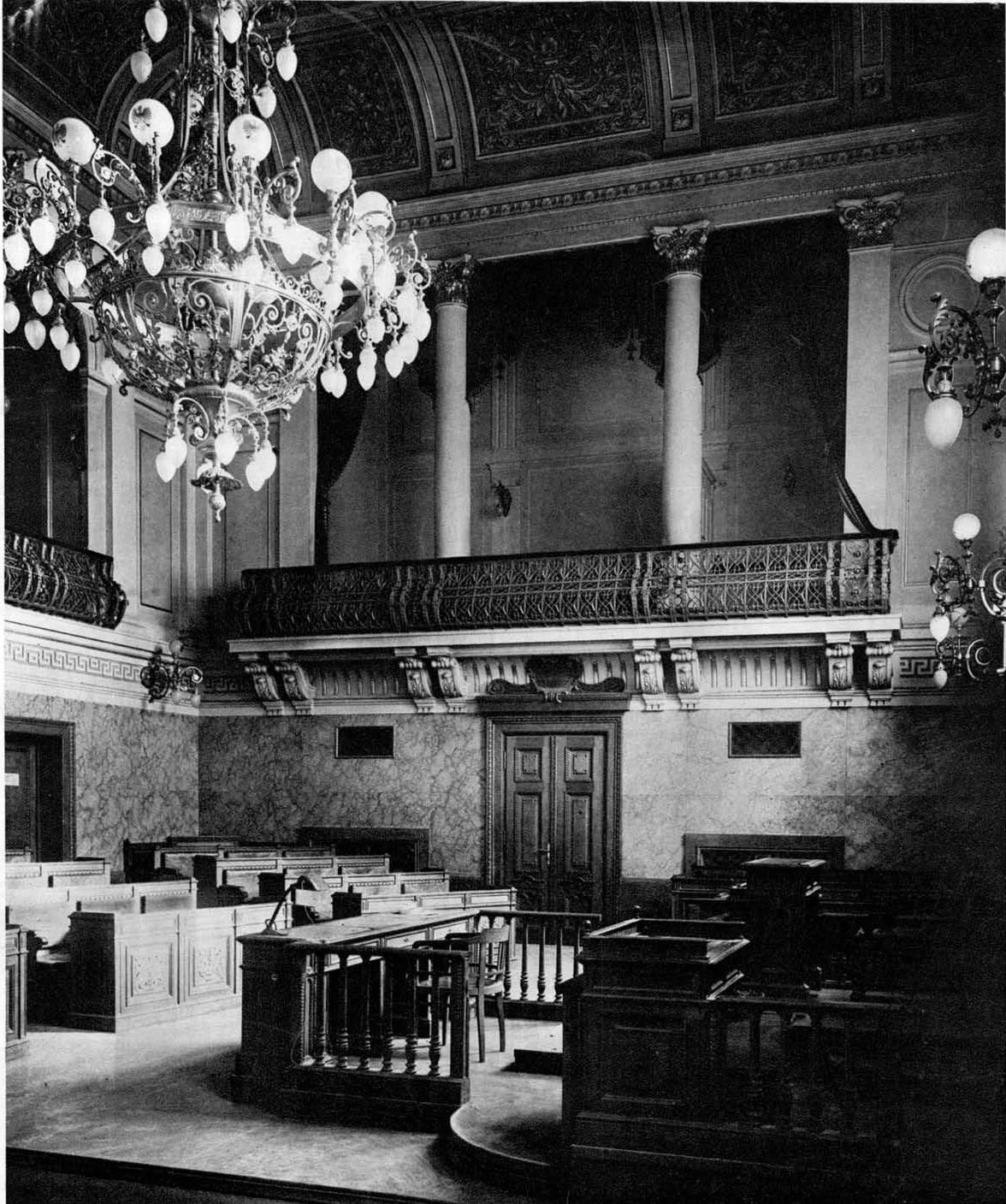
Зал заседаний (1927 год)

## Архитектура
Главный фасад дворца обращен к площади Конгресса. Наружные стены здания украшают гербы городов Крайны. В связи с перепадом высот строение имеет разную этажность боковых фасадов.
Зал заседаний имеет в высоту два этажа. На высоте второго этажа есть парадный холл с высоким потолком. По боковым сторонам — галереи для журналистов и посетителей.
Изначально число и расстановка кресел в зале заседаний соответствовала законодательству о выборах, существовавшему на тот момент: 36 кресел, разделенных на четыре округлых сектора (по три ряда с тремя креслами в каждом). Сзади на самом высоком месте сидел губернатор провинции, впереди председатель парламента. В дальнейшем количество и конфигурация мест менялись в соответствии с изменениями избирательной системы.
Первая значительная реставрация дворца прошла в рамках подготовки к полувековому юбилею университета в 1968—1969 годах.

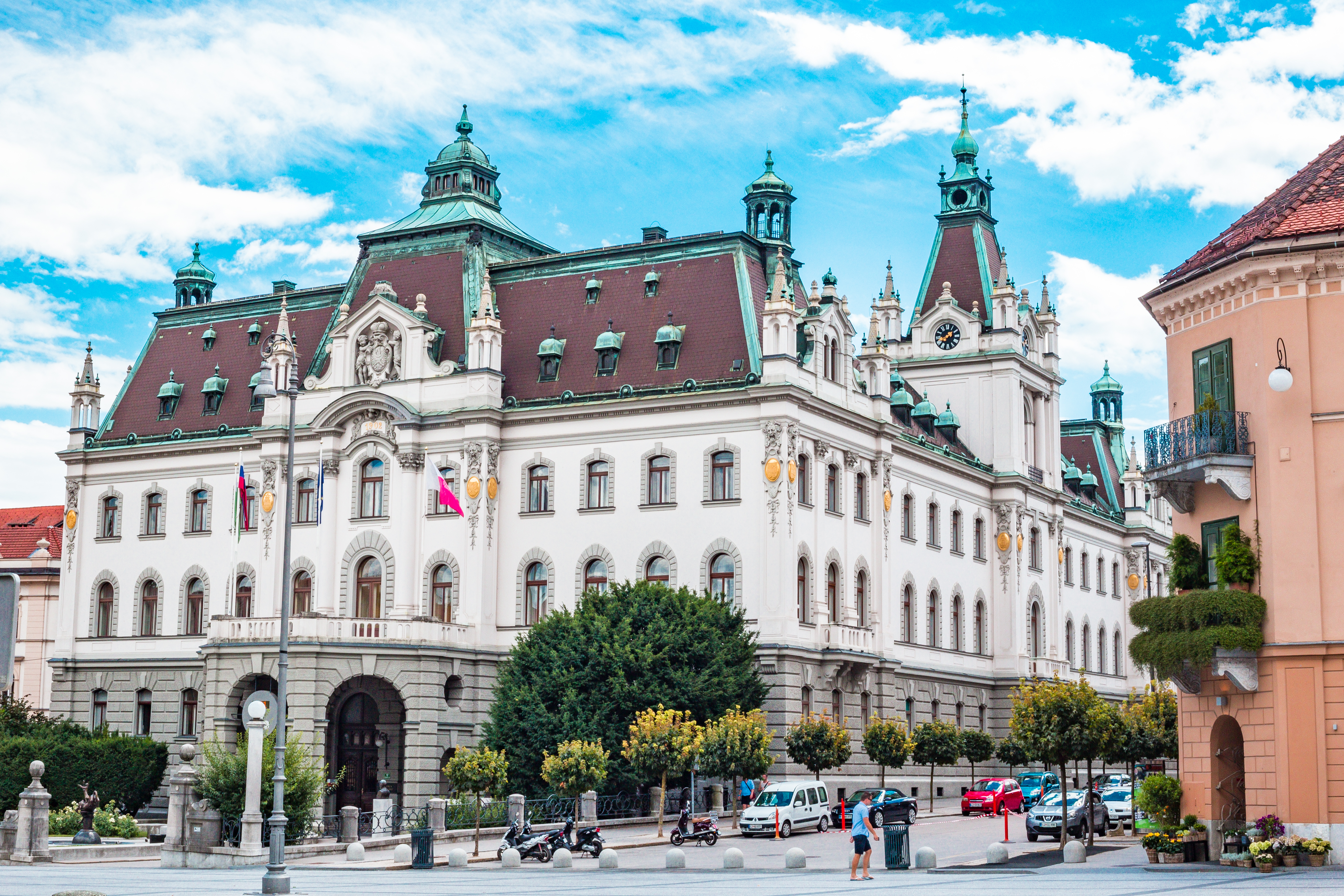
Общий вид
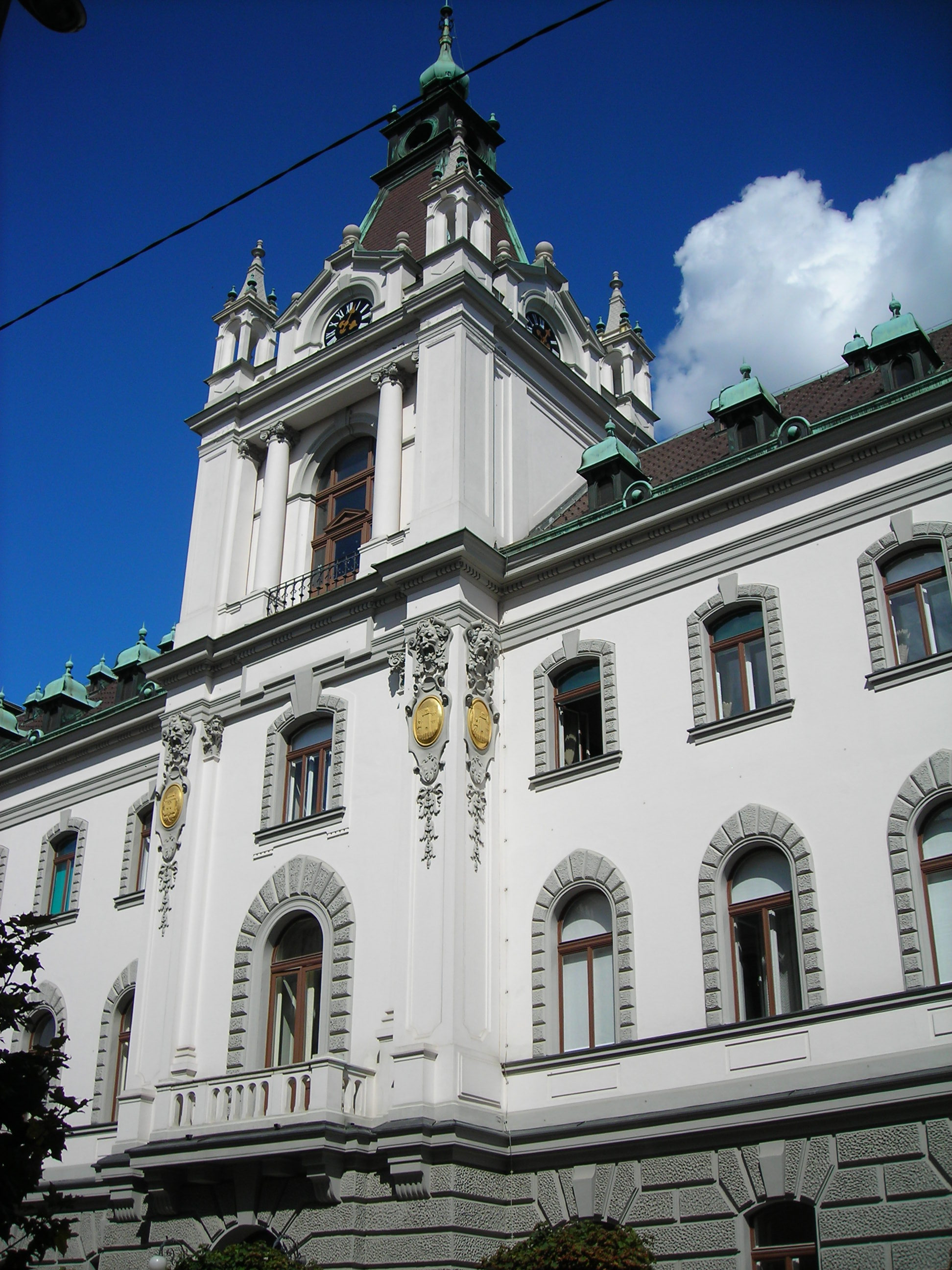
Боковой фасад
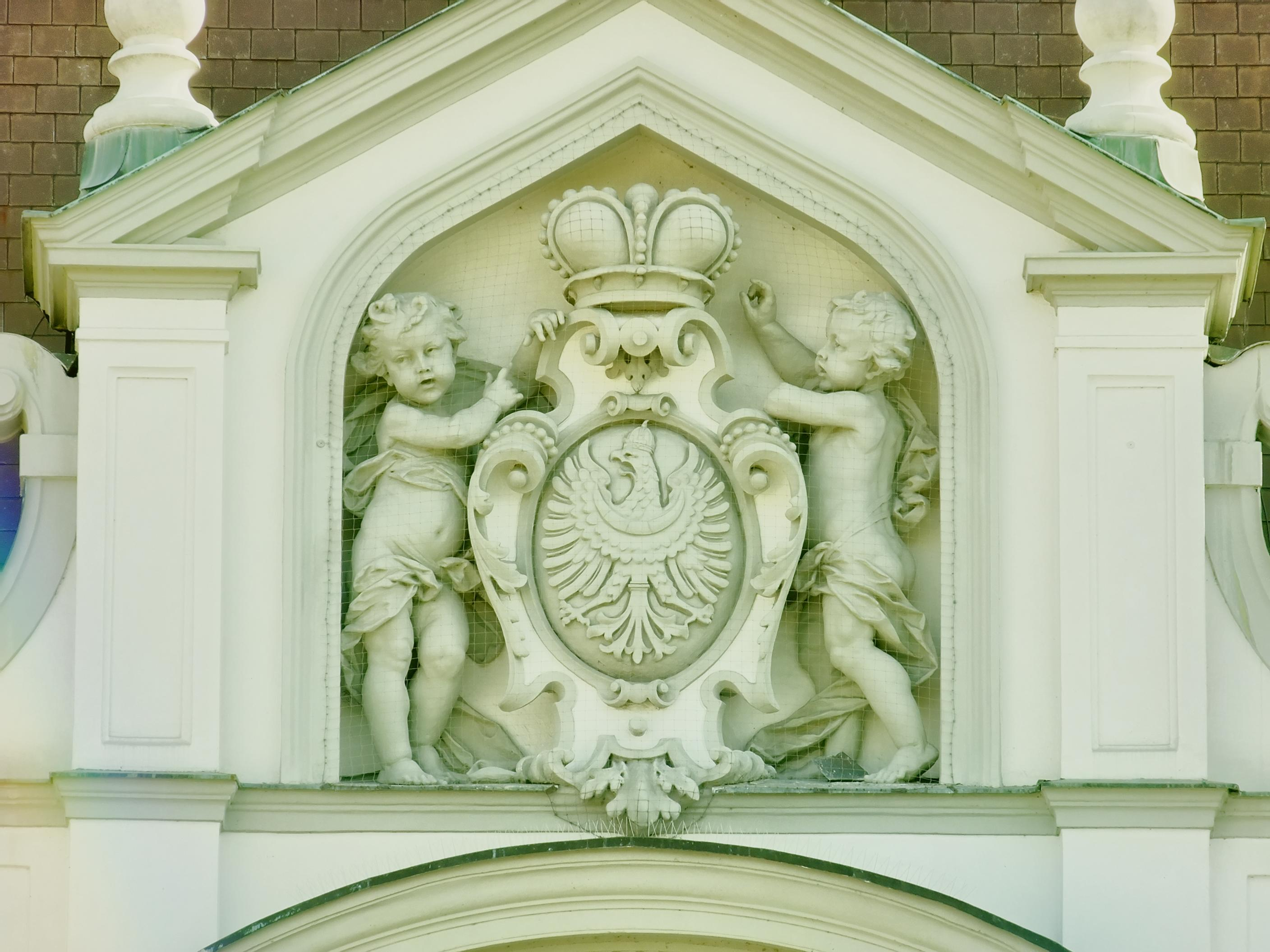
Герб Крайны на главном фасаде
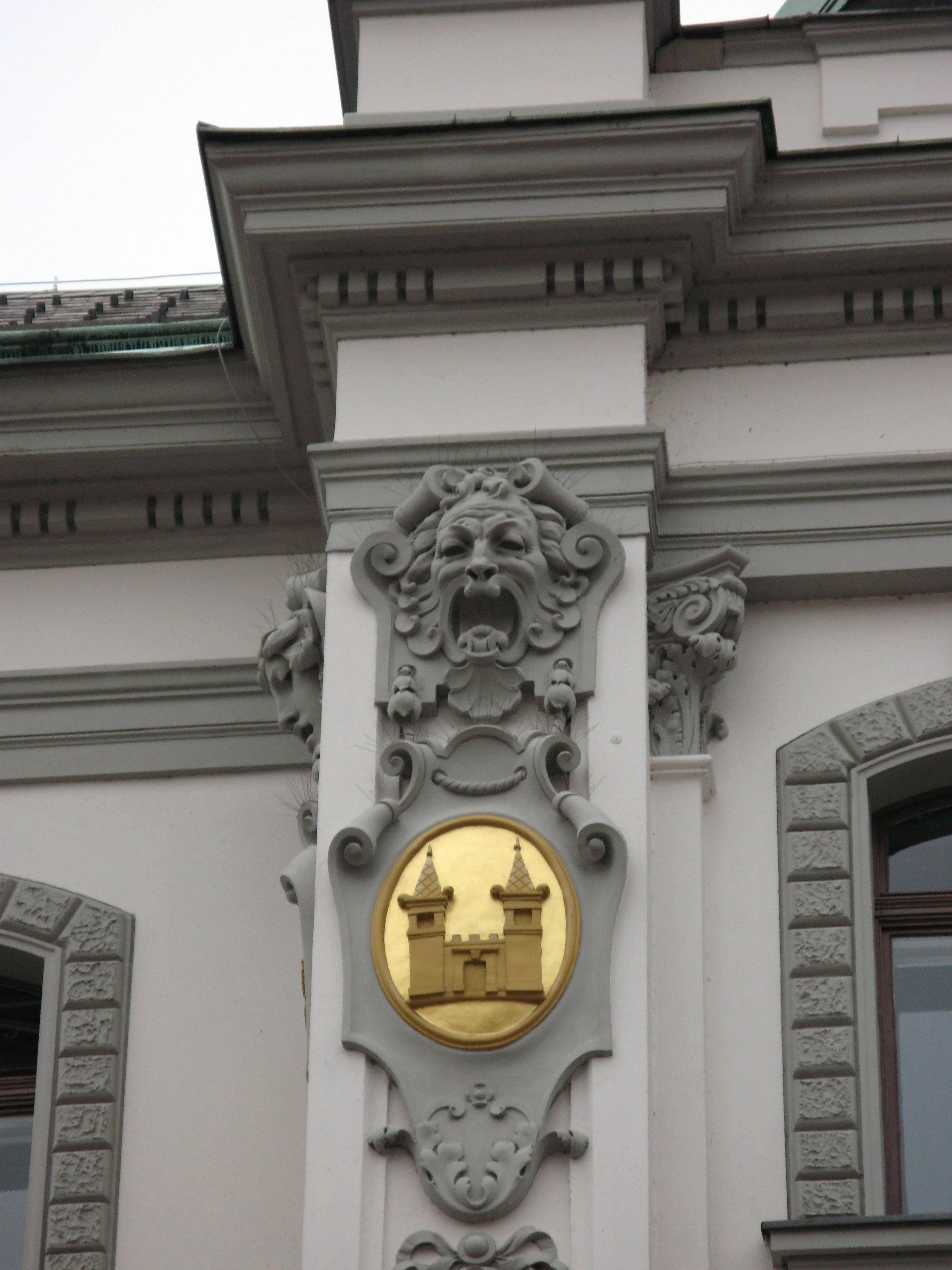
Один из городских гербов
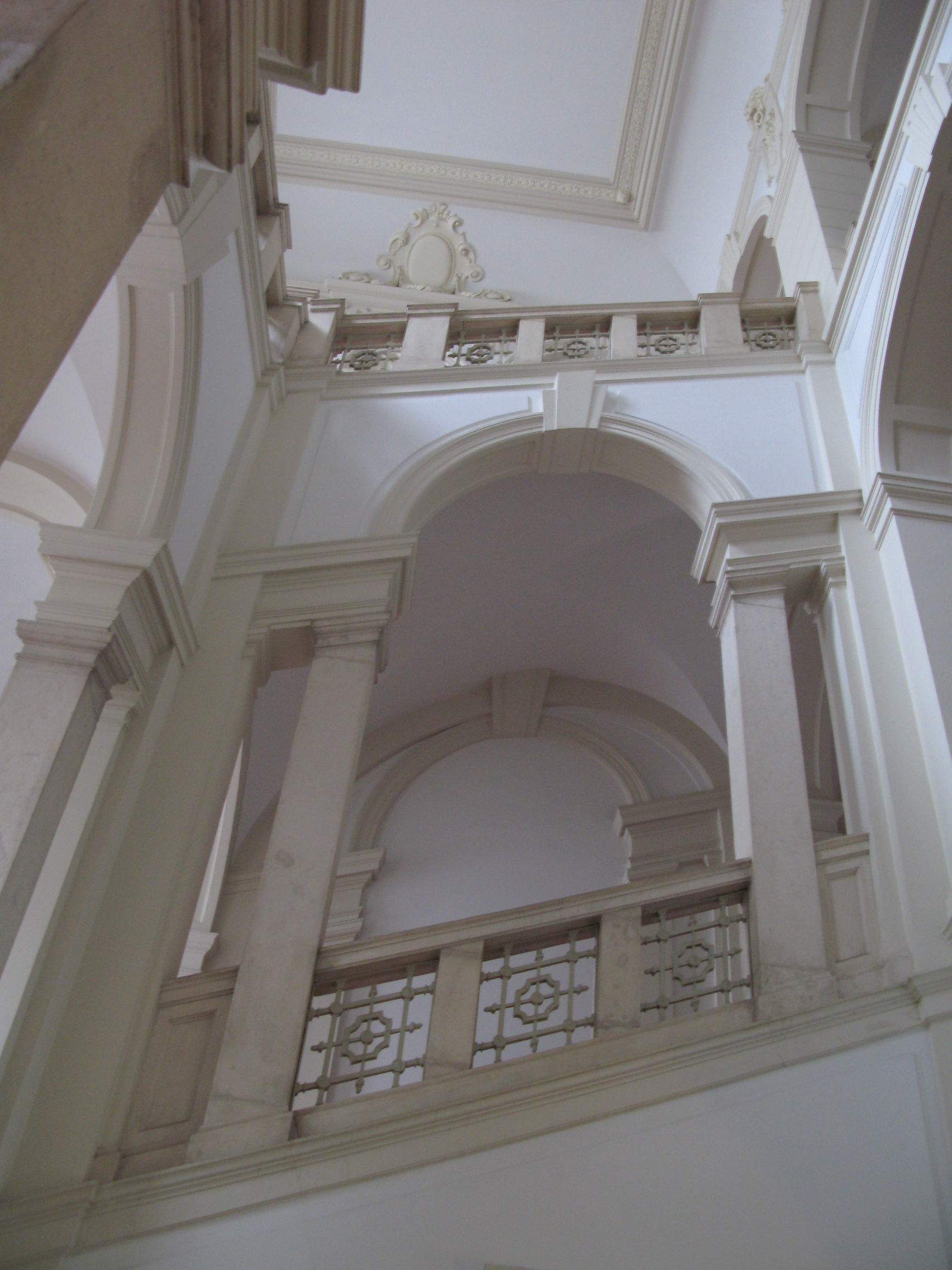
Лестница